# Daemonorops brevicaulis
Daemonorops brevicaulis är en enhjärtbladig växtart som beskrevs av Andrew James Henderson och N.Q.Dung. Daemonorops brevicaulis ingår i släktet Daemonorops och familjen Arecaceae. Inga underarter finns listade i Catalogue of Life.